# Marc Stutz-Boukouya
Marc Stutz-Boukouya (* 28. Mai 1961 in Bouzonville als Marc Boukouya) ist ein französischer Posaunist, Dirigent und Komponist.

## Leben und Wirken
Stutz-Boukouya ging 1990 nach seinem Musikstudium (Klassische Posaune und Gesang) nach Großbritannien. Von 1991 bis 2001 lebte er in Berlin, wo er zu einer festen Größe der lokalen Jazz-Improvisations-, Neue Improvisationsmusik und Freien Musikszene avancierte.
Einen besonderen Schwerpunkt bildet seine Kompositionsarbeit, deren stilistischen Wurzeln sowohl im Jazz als auch in der Neuen Musik liegen. Die Weiterentwicklung der vielfältigen Möglichkeiten seines Instruments, der Posaune steht im Vordergrund seines künstlerischen Schaffens. 1996 traf er Steve Lacy und Misha Mengelberg.
Mit Pierre Zeidler (Saxophon, Klarinette) gründete er 1989 in Frankreich das Duo Vingt de Tension, 1993 gründete er in Berlin das New Pulse Quartett, 1998 in Paris das Quartett J'Ozz.
Stutz-Boukouya bewegt sich als Solist in den Bereichen der Experimentellen Musik, des Jazz und der Klassischen Musik und arbeitet als Pädagoge und Dirigent. Als Solist wirkte er in Ensembles wie dem Globe Unity Orchestra, dem Berlin Contemporary Jazz Orchestra, der Hannes Zerbe Blechband und Association Urbanetique. Des Weiteren arbeitete er mit Dietmar Diesner, Willem Breuker, Paul Rutherford, David Moss, Blixa Bargeld, Karl Berger, Alan Silva, Sirone, Harri Sjöström und Keith Tippett. Weiter arbeitete er mit den Komponisten Marc-André Dalbavie (Entstehung von „Interlude“ II u. III für Soloposaune 1993), Jean-Claude Eloy und Anthony Braxton zusammen.
Internationale Musikfestivals, Konzerte und Tourneen führten ihn durch große Teile Europas, Afrikas und Asiens. Er war u. a. Teilnehmer an den Musikfestivals Warschauer Herbst als Solo-Posaunist mit dem Stellcello Ensemble von Robert Rutman (1991), am Moers Festival (1994) mit dem Extended Project von Evan Parker, an den Donaueschinger Musiktagen mit dem Berlin Contemporary Jazz Orchestra (1994)., beim Total Music Meeting (1995) und weiteren Veranstaltungen.

## Diskografie (Auswahl)
- Association Urbanetique Ass bedient (1993/1995, Jazz4Ever Records J4E 4723 LC 6548; als Gastsolist mit Felix Wahnshuffle, Frank Schimmelpfennig, Horst Nonnenmacher, Rainer Robben sowie Rainer Brennecke, Klaus Dallmayer, Tina Wrase, Andreas Kersthold, Robert Prill)[4]
- Berlin Contemporary Jazz Orchestra The Morlocks and Other Pieces (1994, FMP; mit Henry Lowther, Thomas Heberer, Axel Dörner, Tilmann Dehnhard, Darcy Hepner, Evan Parker, Walter Gauchel, Claas Willeke, Jörg Huke, Sören Fischer, Utz Zimmermann, Alexander von Schlippenbach, Aki Takase, Nobuyoshi Ino, Paul Lovens)
- Butch Morris Conducts Berlin Skyscraper (1995, FMP CD 92/93; als Posaunist mit Axel Dörner, Gregor Hotz, Aleks Kolkowski, Dietrich Petzold, Nicholas Bussmann, David de Bernardi, Kirsten Reese, Johanne Braun, Elisabeth Böhm-Christl, Wolfgang Fuchs, Bernhard Arndt, Olaf Rupp, Tatjana Schütz, Albrecht Riermeier, Stephan Mathieu, Michael Griener)
- Berlin Contemporary Jazz Orchestra Live in Japan(1996, DIW Records)[5]
- Jon Lloyd Sextet Praxis (1997, FMR Records CD47-V0198; mit John Edwards, Stan Adler, Mark Sanders, Aleks Kolkowski)[6]
- J'Ozz Quartet Suite Carnavalesque (1999, musivi MJB 007;als Posaunist und Komponist mit Luc Rebelles, Paul Rogers, Ray Kaczynski)[7]
- Eyvind Kang Virginal Coordinates (2000, Ipecac;als Gastsolist mit Mike Patton, Michael White u. a.)[8]
- Luniks Project Jazz Frelaté (2001, Marge, als Posaunist und Komponist mit Fred Malle, Ray Kaczynski, Luc Rebelles, Andreas Walter)[9]